# Cérémonie d'ouverture des Jeux olympiques d'été de 1980

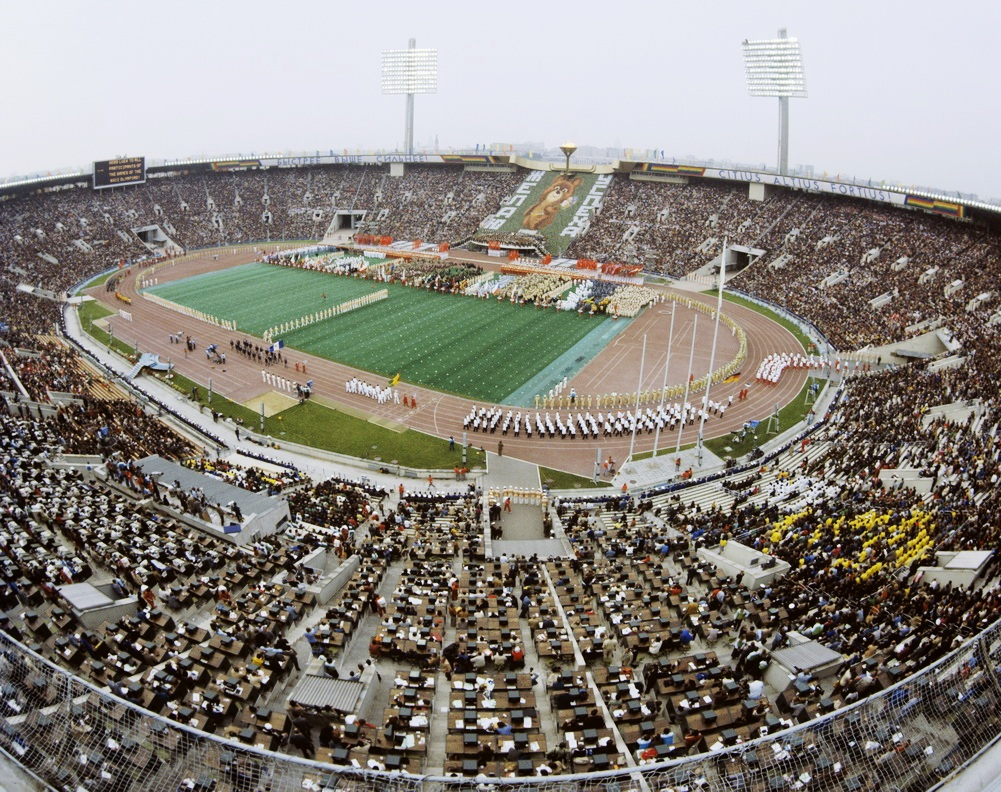
Le stade Lénine pendant la cérémonie d'ouverture.

La cérémonie d'ouverture des Jeux olympiques d'été de 1980 est la cérémonie d'ouverture par laquelle ont été lancés les Jeux olympiques d'été de 1980 à Moscou, la capitale de l'URSS.
Elle est présidée par Léonid Brejnev, président du Soviet Suprême et Michael Morris, président du Comité international olympique.

## Boycott
Alors que les États-Unis prennent la tête de 64 pays qui boycottent les Jeux olympiques de Moscou, la France et la Belgique y vont mais ne défilent pas lors de la cérémonie d'ouverture. Cependant, le nom de la France y est officiellement affiché sous la bannière olympique.